# اگلی
اگلی (به لاتین: Agle) یک منطقهٔ مسکونی در نروژ است که در Snåsa واقع شده‌است.

## خصوصیات
اگلی ۱۶۸ متر بالاتر از سطح دریا واقع شده‌است.